# Malé Zálužie
Malé Zálužie (bis 1948 slowakisch „Ujlaček“; ungarisch Újlacska) ist eine Gemeinde in der Slowakei.
Sie liegt in den westlichen Teilen des Nitrianska pahorkatina („Neutraer Hügelland“) etwa 18 Kilometer nordwestlich der Stadt Nitra am Lauf des Flusses Radošinka.
1390 wurde der Ort erstmals schriftlich als Kys Wylak als zur Herrschaft der Burg Topoltschan zugehörig erwähnt. Seit 1550 war der Ort dann unter der Herrschaft des Geschlechts der Gici, 1600 und erneut 1601 brannte der Ort nieder. Die Herrschaft über die vor allem im Weinbau arbeitenden Einwohner ging im 18. Jahrhundert auf das Geschlecht der Justs und im 19. Jahrhundert auf die Prónais über. Um 1750 herum kam es zur Niederlassung evangelischer Böhmen in der Gemeinde, eine zweite Welle kam zu Beginn des 20. Jahrhunderts. Erst 1903 gab es im Ort eine eigene Schule, seit 1909 erreicht auch die Eisenbahn den Ort. Bis 1918 war der Ort Teil des Königreichs Ungarn, danach kam er zur neu entstandenen Tschechoslowakei.
Bis 1948 hieß die Gemeinde slowakisch Ujlaček, auf Grund der sprachlichen Nähe dieser Bezeichnung zum Ungarischen bekam er wie auch viele andere Orte in der damaligen Tschechoslowakei einen slawisch klingenden oder slawisierten Namen.

## Bevölkerung
| Jahr                | 1994 | 2004    | 2014    | 2024    |
| ------------------- | ---- | ------- | ------- | ------- |
| Anzahl der Personen | 285  | 257     | 278     | 285     |
| Unterschied         |      | −9,82 % | +8,17 % | +2,51 % |

| Jahr                | 2023 | 2024    |
| ------------------- | ---- | ------- |
| Anzahl der Personen | 271  | 285     |
| Unterschied         |      | +5,16 % |